# Giải thưởng Nữ thân vương xứ Asturias
Giải thưởng Nữ thân vương xứ Asturias (tiếng Tây Ban Nha: Premios Princesa de Asturias, tiếng Asturias: Premios Princesa d'Asturies), trước đây là Giải thưởng thân vương xứ Asturias (tiếng Tây Ban Nha: Premios Príncipe de Asturias), là một giải thưởng hàng năm của Tây Ban Nha được trao bởi Quỹ Nữ thân vương xứ Asturias (trước đây là Quỹ Thân vương xứ Asturias) cho các cá nhân hoặc tổ chức có đóng góp to lớn cho khoa học, nhân văn hoặc quan hệ công chúng
Giải thưởng sẽ được trao vào tháng Mười hàng năm trong một bổi lễ long trọng tại Teatro Campoamor ở Oviedo, thủ đô của Thân vương quốc Asturias, và người trao giải sẽ là Nữ thân vương xứ Asturias. Tại buổi lễ, mỗi người đoạt giải sẽ nhận được một bằng khen, một bức tượng điêu khắc dành riêng cho giải thưởng của nhà điêu khắc người Tây Ban Nha Joan Miró và một huy hiệu giải thưởng khắc biểu tượng của Quỹ. Ngoài ra, mỗi hạng mục nhận được phần tiền trị giá €50,000; khoản tiền này sẽ được chia đều nếu hạng mục đó có nhiều hơn một người đoạt giải.
Vào năm 2004, giải thưởng này đã được UNESCO công nhận là "sự đóng góp đặc biệt vào di sản văn hóa của nhân loại".

## Hạng mục giải và danh sách người đoạt giải

### Nghệ thuật
- 2002: Woody Allen
- 2003: Miquel Barceló
- 2004: Paco de Lucía
- 2005: Maya Plisetskaya và Tamara Rojo
- 2006: Pedro Almodóvar
- 2007: Bob Dylan
- 2008: Sistema de Orquesta Juvenil e Infantil de Venezuela
- 2009: Norman Foster
- 2010: Richard Serra
- 2011: Riccardo Muti

### Truyền thông và nhân văn
- 2002: Hans Magnus Enzensberger
- 2003: Ryszard Kapuściński và Gustavo Gutiérrez Merino
- 2004: Jean Daniel
- 2005: Alliance française, Società Dante Alighieri, Hội đồng Anh, Viện Goethe, Instituto Cervantes và Instituto Camões
- 2006: National Geographic Society
- 2007: Báo Nature và Science
- 2008: Google
- 2009:
- 2010: Zygmunt Bauman và Alain Touraine
- 2011: Royal Society

### Hợp tác Quốc tế
- 2002: Ủy ban Nghiên cứu Khoa học châu Nam Cực
- 2003: Luiz Inácio Lula da Silva
- 2004: Chương trình Erasmus của Liên minh châu Âu
- 2005: Simone Veil
- 2006: Quỹ Bill và Melinda Gates
- 2007: Al Gore
- 2008: Ifakara Health Research and Development Centre (Tanzania), Malaria Research and Training Centre (Mali), Kintampo Health Research Centre (Ghana) và Manhiça Centre of Health Research (Mozambique)
- 2009: Tổ chức Y tế Thế giới
- 2010: International Cooperation on The Transplantation Society and the Spanish National Transplant Organization.
- 2011: Bill Drayton

### Văn học
- 2002: Arthur Miller
- 2003: Fatema Mernissi và Susan Sontag
- 2004: Claudio Magris
- 2005: Nélida Piñon
- 2006: Paul Auster
- 2007: Amos Oz
- 2008: Margaret Atwood
- 2009: Ismail Kadaré
- 2010: Amin Maalouf
- 2011: Leonard Cohen

### Khoa học xã hội
- 2002: Anthony Giddens
- 2003: Jürgen Habermas
- 2004: Paul Krugman
- 2005: Giovanni Sartori
- 2006: Mary Robinson
- 2007: Ralf Dahrendorf
- 2008: Tzvetan Todorov
- 2009:
- 2010:
- 2011: Howard Gardner

### Thể thao
- 2002: Đội tuyển bóng đá quốc gia Brasil
- 2003: Tour de France
- 2004: Hicham El Guerrouj
- 2005: Fernando Alonso
- 2006: Đội tuyển bóng rổ quốc gia Tây Ban Nha
- 2007: Michael Schumacher
- 2008: Rafael Nadal
- 2009: Yelena Isinbayeva
- 2010: Đội tuyển bóng đá quốc gia Tây Ban Nha
- 2011: Haile Gebrselassie

### Khoa học và kỹ thuật
- 2002: Robert E. Kahn, Vinton Cerf, Tim Berners-Lee và Lawrence Roberts
- 2003: Jane Goodall
- 2004: Judah Folkman, Tony Hunter, Joan Massagué Solé, Bert Vogelstein và Robert Weinberg
- 2005: Antonio Damasio
- 2006: Juan Ignacio Cirac
- 2007: Ginés Morata Pérez và Peter Lawrence
- 2008: Sumio Iijima, Shuji Nakamura, Robert Langer, George M. Whitesides và Tobin Marks
- 2009: Martin Cooper và Raymond Tomlinson
- 2010: David Julius, Linda Watkins và Baruch Minke
- 2011: Joseph Altman, Arturo Álvarez-Buylla và Giacomo Rizzolatti

### Hòa bình
- 2002: Daniel Barenboim và Edward Said
- 2003: J. K. Rowling
- 2004: The Way of Saint James
- 2005: The Daughters of Charity of Saint Vincent de Paul
- 2006: UNICEF
- 2007: Yad Vashem
- 2008: Ingrid Betancourt
- 2009: